# Thomasomys kalinowskii
Thomasomys kalinowskii là một loài động vật có vú trong họ Cricetidae, bộ Gặm nhấm. Loài này được Thomas mô tả năm 1894.